# SS Pennarossa
S.S. Pennarossa este o echipă de fotbal din Chiesanuova, San Marino.

## Palmares
- Campionato Sammarinese di Calcio: 1

2004
- Coppa Titano: 2

2004, 2005
- Trofeul Federal San Marino: 1

2003